# Chris Christensen
Devere Woodrow Christensen, detto Chris (Hamilton, 15 novembre 1918 – 12 dicembre 2013), è stato un nuotatore e pallanuotista statunitense, che ha partecipato ai Giochi Londra 1948.
In precedenza ha frequentatoFullerton Union High School ed è stato un campione di nuoto della California Interscholastic Federation nell'evento di 220 yard.
Era anche un membro della squadra LAAC che vinse nel 1947 il National Amateur Athletic Union Water Polo Championship.
Nel 1983, è stato inserito nella USA Water Polo Hall of Fame.